# Список умерших в 666 году

## Октябрь
- Петр — патриарх Константинопольский (654—666).

## Дата смерти неизвестна или требует уточнения
- Абу Муса аль-Ашари, мусульманский политический деятель, сподвижник пророка Мухаммеда.
- Арнефрит, герцог Фриуля.
- Аурея Парижская — католическая святая.
- Бонифаций, герцог Эльзаса.
- Василий — первый достоверно известный герцог Неаполя (661—666).
- Вигхерд, архиепископ Кентерберийский.
- Ён Кэсомун — полководец Когурё, средневекового феодального государства в Корее.
- Катал Ку-кен-матайр, король Мунстера (662—665/666).
- Келлах мак Гуайри — король коннахтского септа Уи Фиахрах Айдне (663—666).
- Мухаммад ибн Маслама, сподвижник пророка Мухаммеда.
- Фаэлан мак Колмайн — король Лейнстера (633—666).